# Irena Belohorská
Irena Belohorská (* 13. März 1948 in Piešťany) ist eine slowakische Ärztin und Politikerin der Bewegung für eine demokratische Slowakei.

## Leben
Belohorská studierte Medizin und war nach ihrem Studium als Ärztin tätig. Kurzzeitig war sie als Nachfolgerin von Viliam Soboňa Gesundheitsministerin in der Regierung Vladimír Mečiar II.
Belohorská war von 2004 bis 2009 Abgeordnete im Europäischen Parlament. Dort war sie Mitglied in der Konferenz der Präsidenten, im Ausschuss für Umweltfragen, Volksgesundheit und Lebensmittelsicherheit, im Unterausschuss Menschenrechte und in der Delegation für die Beziehungen zu den Ländern Mittelamerikas. 

## Preise und Auszeichnungen (Auswahl)
- Ľudovít-Štúr-Orden